# Ebbelwei-Expreß

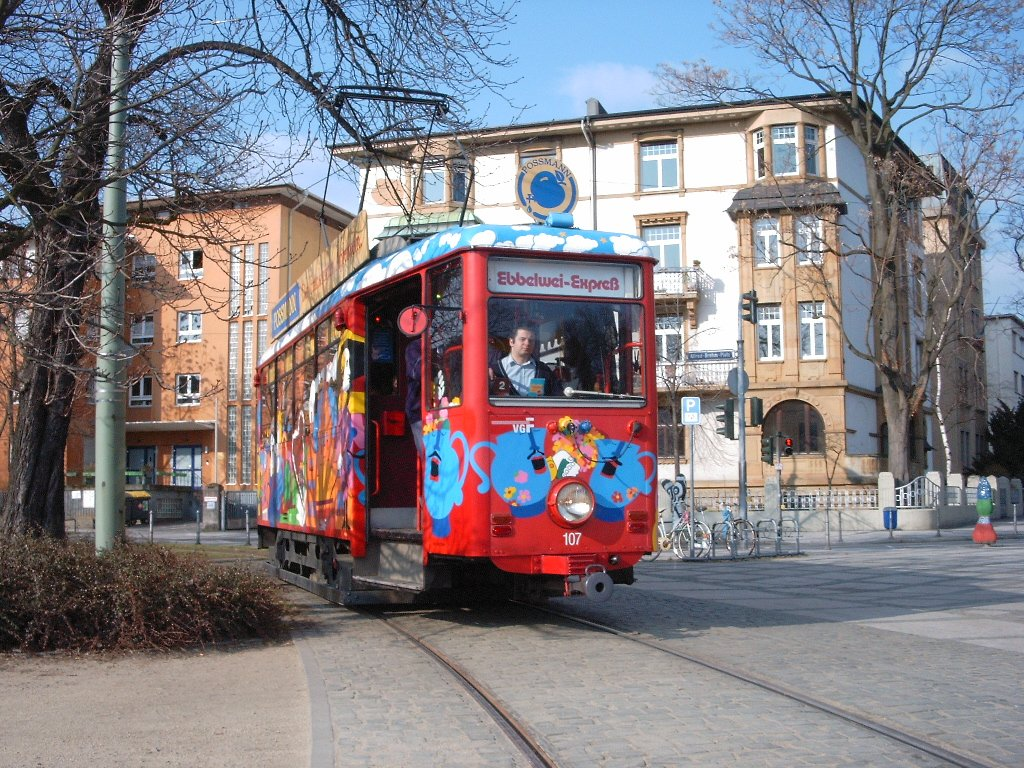
Ebbelwei-Expreß am Zoo

Der Ebbelwei-Expreß ist eine Sonderlinie touristischer Art der Frankfurter Straßenbahn.
Die Linie wurde 1977 anlässlich der bevorstehenden Abstellung der letzten zweiachsigen Straßenbahnen ins Leben gerufen und sollte eigentlich nur kurze Zeit verkehren. Dank des enormen Erfolgs blieb die Kuriosität aber bis heute bestehen. Ihren Namen verdankt die beliebte Straßenbahn dem in Hessen hergestellten und im Wagen ausgeschenkten „Ebbelwei“.

## Betrieb
Die VGF setzt für die Linie umlackierte Verbandswagen der Baureihe K ein, die zwischen 1954 und 1978 im Linienverkehr eingesetzt wurden. Es sind die vier Triebwagen 105, 106, 107 und 108 und die sechs Beiwagen 1703, 1705, 1706, 1712, 1723 und 1724 vorhanden. Die Linie verkehrt an den Wochenenden (zwischen 13:30 Uhr und 19 Uhr) und an den meisten Feiertagen im Fahrplanbetrieb. Die im Betriebshof Gutleut in der Nähe des Hauptbahnhofs stationierten Fahrzeuge können auch für private Feiern und Ausflüge angemietet werden. Der Ebbelwei-Expreß ist die einzige Frankfurter Straßenbahnlinie, auf der noch Schaffner eingesetzt werden. Seit 1998 ist sie auch die einzige Linie mit regelmäßigem Beiwagenbetrieb. An Bord werden den Fahrgästen Apfelwein, Apfelsaft und Mineralwasser sowie Minibrezeln serviert. Seit dem 1. April 2007 besteht ein absolutes Rauchverbot im Ebbelwei-Expreß.

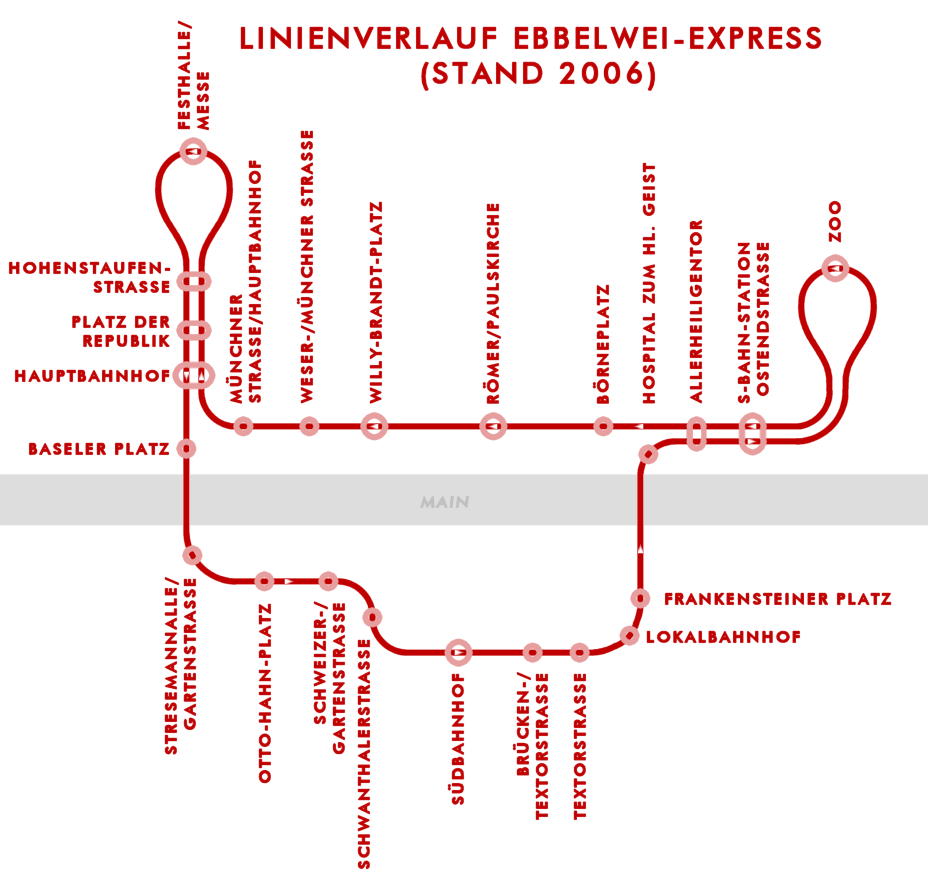
Linienverlauf des Ebbelwei-Expreß

Aufgrund der COVID-19-Pandemie wurde der Betrieb am 16. März 2020 eingestellt. Der Betrieb wurde zum 6. November 2021 wieder aufgenommen; Fahrgäste mussten nachweisen, dass sie entweder vollständig gegen COVID-19 geimpft oder von COVID-19 genesen sind (2G-Regel). Ab dem 27. November galt die 2G-plus-Regel. Aufgrund der Verschärfung der Verordnung des Landes Hessen wurde der Linienbetrieb am Sonntag, den 5. Dezember 2021, vorübergehend wieder eingestellt. Zum 19. März 2022 wurde der Betrieb unter der 3G-Regel und Maskenpflicht wieder aufgenommen.

## Linienverlauf
Die Linie führt vorbei an zahlreichen Frankfurter Sehenswürdigkeiten. Anfangs- und Endpunkt ist die Wendeschleife am Frankfurter Zoo. Zunächst fährt der Ebbelwei-Expreß durch die Altstadt, vorbei am Römer und durch das von der Gründerzeit geprägte Bahnhofsviertel zum Frankfurter Hauptbahnhof. Von dort fährt er weiter zur Messe und Festhalle, vorbei am Hammering Man. Der Zug wendet in der Wendeschleife an der Messe und fährt zurück zum Hauptbahnhof, anschließend überquert er den Main und durchfährt das „Ebbelweiviertel“ von Sachsenhausen. Danach führt die Route zurück auf die nördliche Seite des Mains und zum Zoo, wo nach einer Pause von einer Viertelstunde eine neue Runde beginnt. Meistens sind zwei Züge im Einsatz, so dass alle 35 Minuten eine Rundfahrt startet. Die Tour gibt es an Samstagen, Sonn- und Feiertagen. Diese wird planmäßig und pünktlich angeboten, denn der Ebbelwei-Expreß verkehrt ganz normal im Linienbetrieb.
| Linie | Verlauf | Takt                                       |
| ----- | --- | ------------------------------------------ |
| EE    | Ebbelwei-Expreß: Zoo → Ostendstraße → Römer/Paulskirche → Willy-Brandt-Platz → Hauptbahnhof → Festhalle/Messe → Hauptbahnhof → Südbahnhof → Lokalbahnhof → Ostendstraße → Zoo | 35 min (nur an Wochenenden und Feiertagen) |

Während des Wäldchestags (Dienstag nach Pfingsten) verkehrte bis 2013 ein Triebwagen des Ebbelwei-Expreß auf der Sonderlinie Lieschen abweichend vom sonstigen Linienverkehr als Zubringer auf einer normalerweise unbefahrenen, ehemaligen Strecke der Frankfurter Waldbahn zwischen der Sonderstation Riedhof (Nähe Stresemannallee/Mörfelder Landstraße) und einer Behelfshaltestelle kurz vor der regulären Station Oberforsthaus, da die Verbindung zu der Strecke zum Stadion seit 2006 nicht mehr befahrbar war.

## 30 Jahre Ebbelwei-Expreß
Zum 30-jährigen Jubiläum (2007) startete die Verkehrsgesellschaft Frankfurt am Main (VGF) in Zusammenarbeit mit einer Regionalzeitung einen Kurzgeschichten-Wettbewerb. Die besten 21 Schülerstorys rund um den Ebbelwei-Expreß wurden im Buch „Ebbelwei-Expreß – Bitte einsteigen und loslesen“ veröffentlicht.

## Einsatz als Enteisungsfahrzeuge
Im Januar 2013 wurde durch Eisregen, welcher auf der Oberleitung eine isolierende Eisschicht bildete, das Netz der Frankfurter Straßenbahnen lahmgelegt. Die VGF setzte die robusten Oldtimer aus den 50er Jahren ein, um die Eispanzer der Oberleitungen abzukratzen und liegengebliebene neuere Modelle abzuschleppen, deren Elektronik sich als zu anfällig für Spannungsschwankungen erwies.

## Vorläufer
Bereits in den 1930er Jahren gab es in Frankfurt eine Stadtrundfahrtslinie, die sogenannte Linie 0. Verwendet wurde der Einrichtungs-Gelenktriebwagen 394 des Typs Dd. Die Linie 0 wies viele Gemeinsamkeiten mit dem heutigen Ebbelwei-Expreß auf; bereits damals wurden Apfelwein und Brezeln serviert, ergänzt um Haddekuche (Frankfurter Lebkuchen). Auf einem mitgeführten Grammophon wurden durch den Schaffner volkstümliche hessische Lieder gespielt. Der Streckenverlauf glich weitgehend dem heutigen, ergänzt um die damals noch per Tram erreichbaren Sehenswürdigkeiten Alte Oper und Zeil. 1939, noch vor Ausbruch des Zweiten Weltkrieges, wurde die Linie eingestellt.

## Galerie

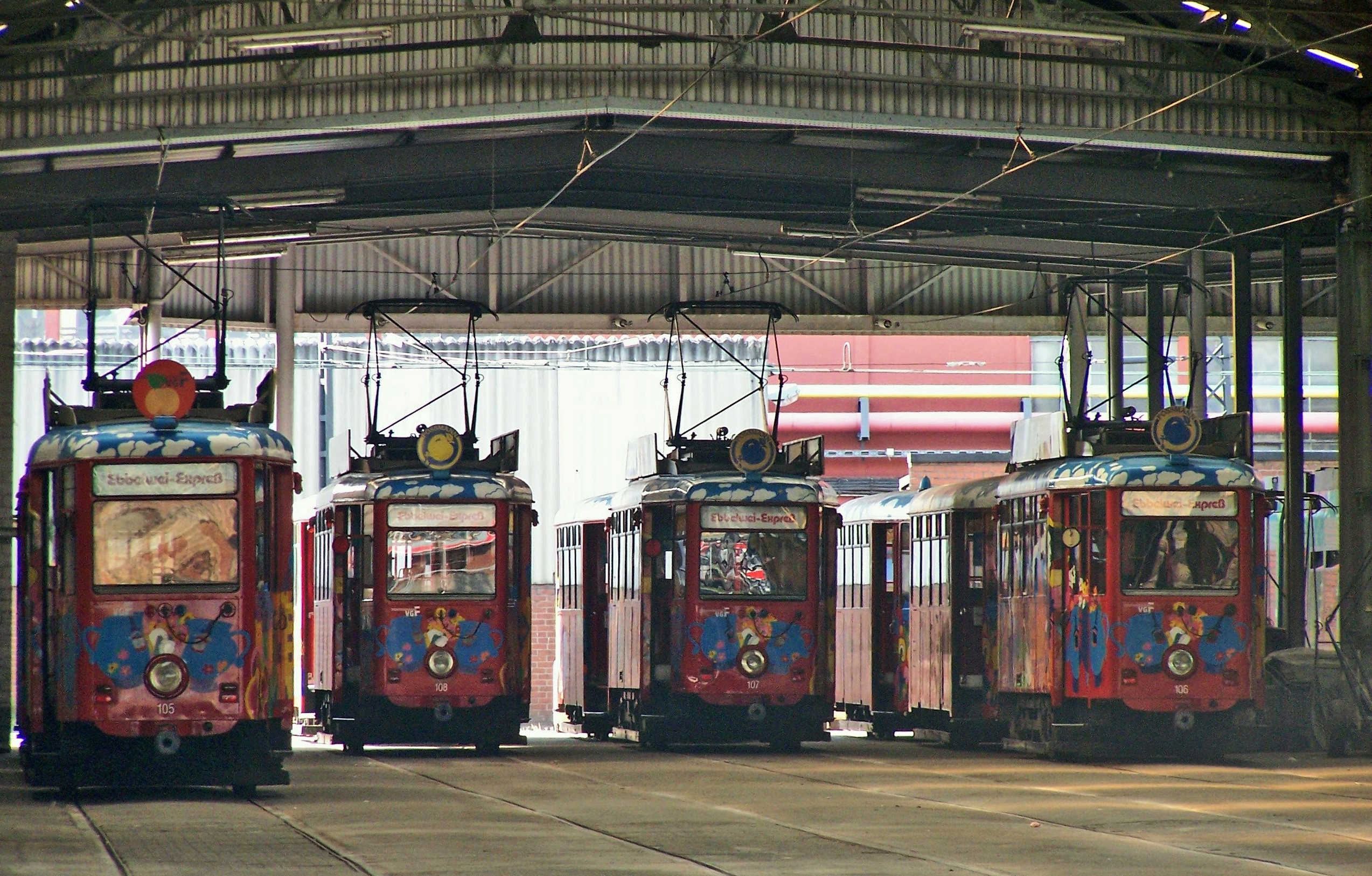
Triebwagen im Straßenbahn-Betriebshof Gutleut Frankfurt am Main
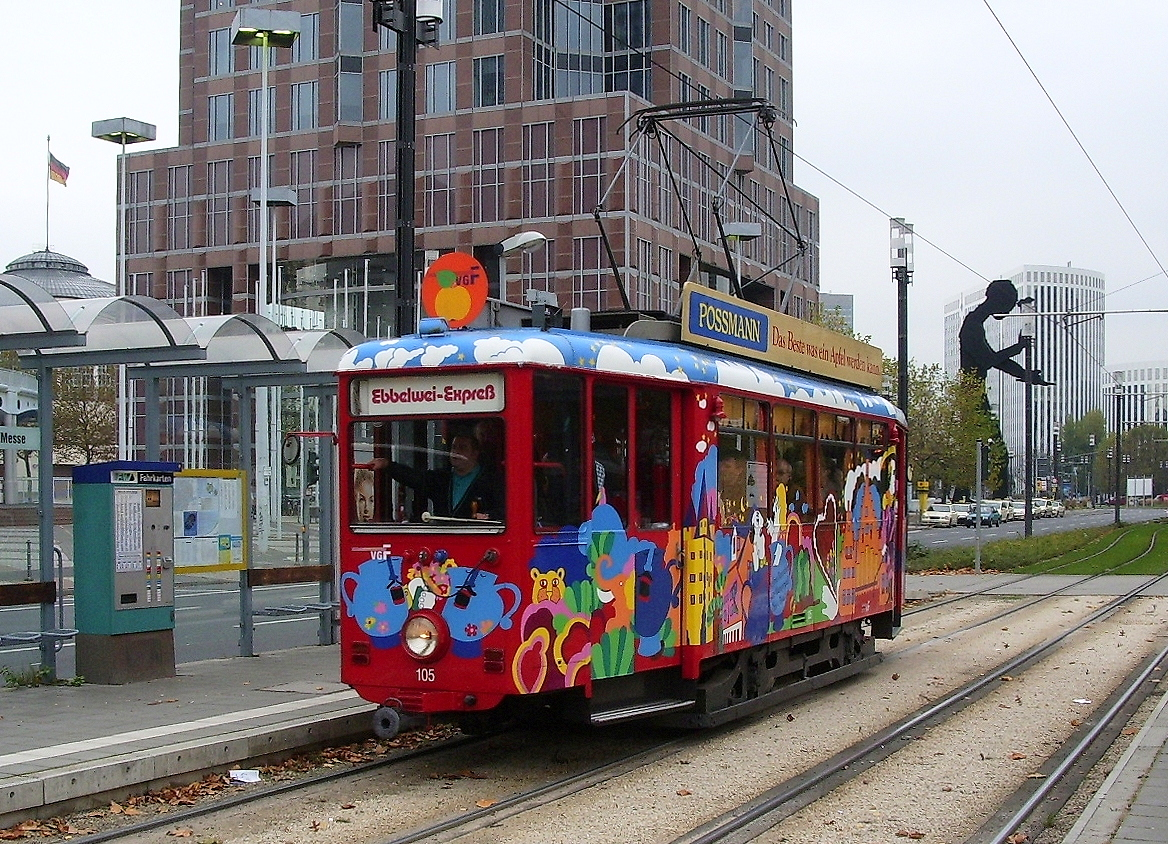
Ebbelwei-Expreß an der Messe (im Hintergrund Messeturm und Hammering Man)
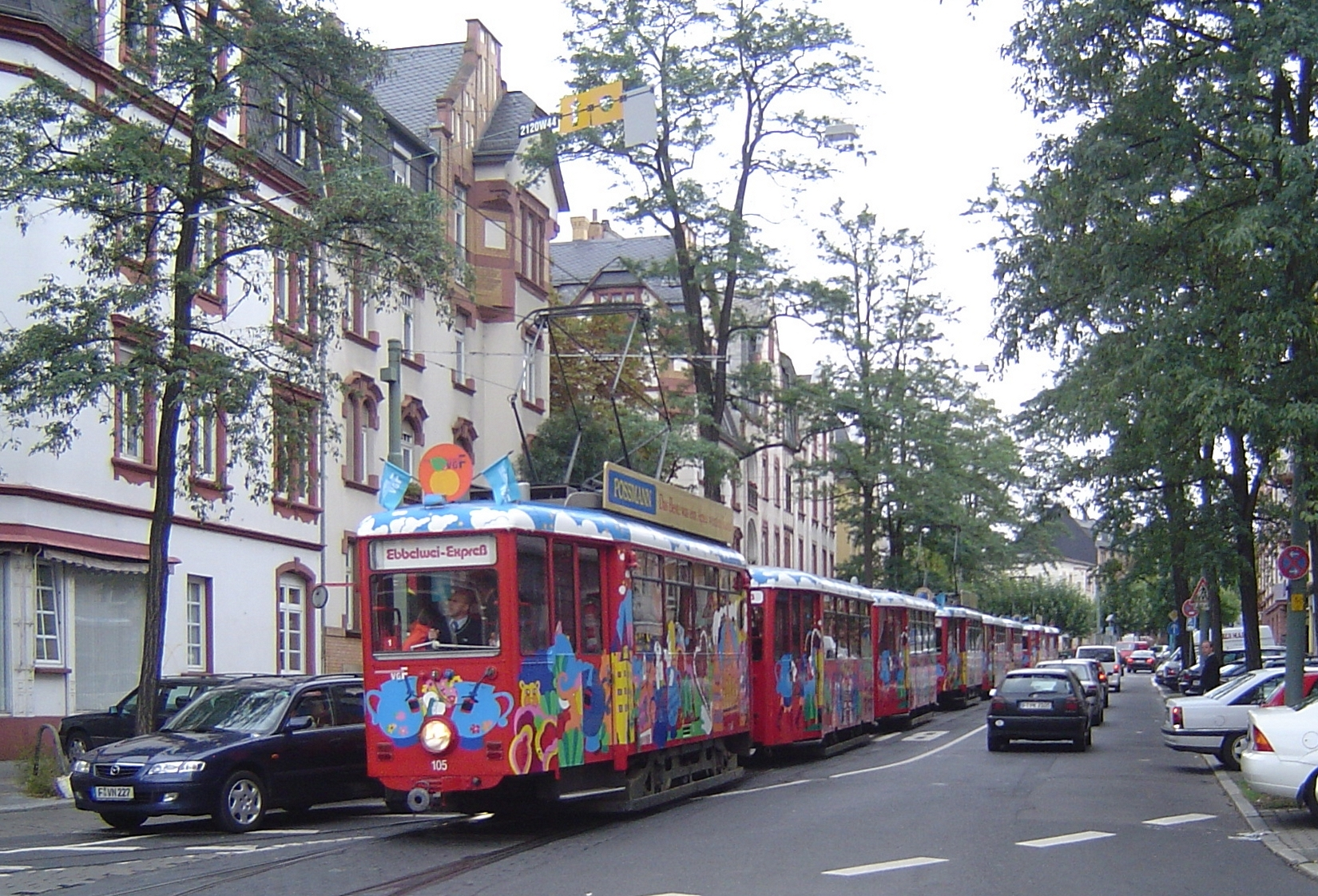
„Längster Ebbelwei-Expreß aller Zeiten“ anlässlich 10 Jahre VGF
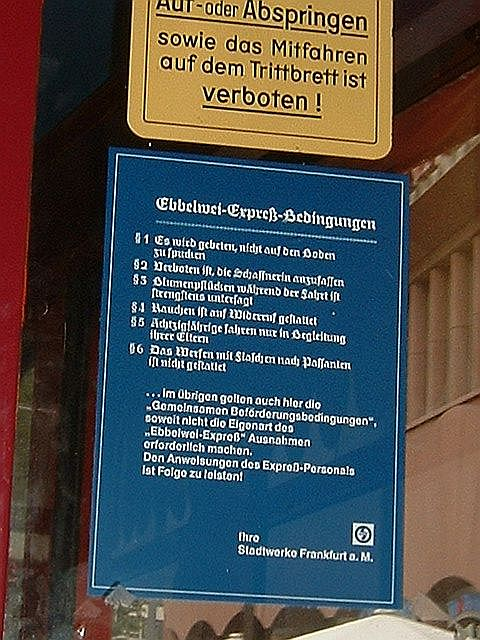
Beförderungsbedingungen (Tafel im Expreß)